# Super Trouper (Lied)
Super Trouper ist ein Popsong der schwedischen Gruppe ABBA. Er wurde im November 1980 mit der B-Seite The Piper als Singleauskopplung des gleichnamigen Albums Super Trouper veröffentlicht. Das Stück wurde von Benny Andersson und Björn Ulvaeus geschrieben. Die Lead Vocals wurden von Anni-Frid Lyngstad gesungen, die Backing Vocals von Agnetha Fältskog.

## Inhalt
Im Text schildert das lyrische Ich das Leben eines Musikers auf Tournee und wie sein Leben nur noch aus Schlafen, Essen und Auftritten zu bestehen scheint. In seiner Einsamkeit freut er sich auf den einen Auftritt, an dem alles anders sein wird, weil der geliebte Mensch sich angekündigt hat und auch im Publikum sein wird.
Der namensgebende Super Trouper ist ein Verfolger-Scheinwerfer, mit dessen Leuchten sich das lyrische Ich im Glück über das Zusammensein mit dem geliebten Menschen vergleicht.

## Entstehung und Aufnahme
Nachdem Björn Ulvaeus und Benny Andersson bereits neun Monate an dem neuen Album gearbeitet hatten, fanden sie, dass es noch einen „starken Song“ bräuchte, der als Single ausgekoppelt werden konnte. Der Manager Stikkan Anderson hatte bereits die Idee geäußert, den eingängigen Namen des Verfolgerscheinwerfers als Titel für das neue Album zu verwenden, und schlug daraufhin vor, dem Scheinwerfer das letzte Lied zu widmen und Super Trouper dementsprechend auch als Liedtitel zu verwenden.
Ulvaeus und Andersson waren zunächst wenig begeistert von dieser Idee, doch nach zwei Tagen im Studio hatten sie das Lied geschrieben. Trotz des großen Erfolges hatte Ulvaeus weiterhin seine Schwierigkeiten mit dem Text:

„Stellen Sie sich vor, Sie müssen über irgendwelche verdammten Scheinwerfer schreiben.“

Die Aufnahmen zum Song, der zunächst den Arbeitstitel Blinka Lilla Stjärna (Blinkender kleiner Stern) hatte, begannen am 3. Oktober 1980; am 14. Oktober wurden Overdubs hinzugefügt. Die B-Seite (The Piper) wurde in Japan ebenfalls als B-Seite der Single On and On and On verwendet.
Im April 1981 wurde in den Europa Filmstudios in Stockholm ein Fernsehspecial mit Dick Cavett als Gastgeber produziert, in dessen Rahmen die Gruppe mehrere neue und ältere Lieder aus ihrem Repertoire darbot. Darunter befand sich auch Super Trouper, das dort zum einzigen Mal von ABBA selbst live aufgeführt wurde.

## Kommerzieller Erfolg

### Chartplatzierungen
Die Single konnte sich erfolgreich in den Charts platzieren und u. a. in Irland, Belgien und Portugal die Charts anführen. In Großbritannien wurde Super Trouper mit über 700.000 verkauften Stück zu vierterfolgreichsten Single des Jahres. In Finnland (Platz 5), Spanien (Platz 8) und Mexiko (Platz 3) war die Single ebenfalls erfolgreich. In Australien, wo ABBA lange Zeit die beliebteste Band war, kam das Stück auf Platz 77.
| ChartsChartplatzierungen       | Höchstplatzierung | Wochen |
| ------------------------------ | ----------------- | ------ |
| Deutschland (GfK)              | 1 (30 Wo.)        | 30     |
| Österreich (Ö3)                | 3 (20 Wo.)        | 20     |
| Schweden (GLF)                 | 11 (8 Wo.)        | 8      |
| Schweiz (IFPI)                 | 3 (12 Wo.)        | 12     |
| Vereinigte Staaten (Billboard) | 45 (11 Wo.)       | 11     |
| Vereinigtes Königreich (OCC)   | 1 (12 Wo.)        | 12     |

| ChartsJahrescharts (1980)    | Platzierung |
| ---------------------------- | ----------- |
| Vereinigtes Königreich (OCC) | 4           |

| ChartsJahrescharts (1981) | Platzierung |
| ------------------------- | ----------- |
| Deutschland (GfK)         | 11          |
| Österreich (Ö3)           | 5           |

### Auszeichnungen für Musikverkäufe
| Land/Region                  | Auszeichnungen für Musikverkäufe (Land/Region, Auszeichnung, Verkäufe) | Verkäufe  |
| ---------------------------- | ---------------------------------------------------------------------- | --------- |
| Dänemark (IFPI)              | Gold                                                                   | 45.000    |
| Neuseeland (RMNZ)            | Platin                                                                 | 30.000    |
| Russland (NFPF)              | Gold                                                                   | 100.000   |
| Spanien (Promusicae)         | Gold                                                                   | 30.000    |
| Vereinigtes Königreich (BPI) | Platin                                                                 | 1.050.000 |
| Insgesamt                    | 3× Gold · 2× Platin ·                                                  | 1.255.000 |

Hauptartikel: ABBA/Auszeichnungen für Musikverkäufe

## Coverversionen
Die Gruppe A*Teens veröffentlichte 1999 eine Eurodance-Variante von Super Trouper als Single und war damit international erfolgreich. Die schottische Band Camera Obscura veröffentlichte eine stilistisch deutlich andere Version als zweiten Song auf ihrer Single Tears for Affairs.
Eine Reihe unterschiedlicher Künstler spielten den Song für diverse Alben ein. Bereits 1981 nahmen die Schwestern Salma und Sabina Agha eine Album mit ABBA-Hits in Hindi auf, dabei spielten sie Super Trouper unter dem Titel Pehli pehli preet ein. Den Text in Hindi verfasste Amit Khanna. Max Raabe nahm den Song mit dem Palast Orchester für sein Album Die Hits des Jahres (2000) auf.
Die deutsche Band Custard nahm ihn für das Heavy Metal Album A Tribute to Abba (2001) auf. Der Schwede Nils Landgren veröffentlichte 2004 eine Funk-Version von Super Trouper auf seinen Album Funky Abba und die Schwedin Julia Lindholm brachte 2016 das Album Super Trouper mit ABBA-Hits auf Deutsch heraus, das auch den gleichnamigen Song erhält. Der deutsche Text stammt hierbei von Rosy Kindler. Eine weitere deutsche Version stammt von der A-cappella-Gruppe Basta, die die Melodie von Super Trouper für ihr satirisches Lied Super Puter verwendete.
Super Trouper wird in mehreren Musicals und Filmen, die auf ABBA-Songs basieren, verwendet. In dem französischen Original des Kindermusicals Abbacadabra wurde es unter dem Titel Tête d'allumette von Daniel Beaufixe gesungen. Den französischen Text verfassten Alain und Daniel Boublil. Aufgrund der zahlreichen Aufführungen und Aufnahmen des Musicals Mamma Mia wurde Super Trouper von einer größeren Zahl von Sängern und in verschiedenen Sprachen aufgenommen. In der gleichnamigen Verfilmung (2008) singen Meryl Streep, Julie Walters und Christine Baranski das Lied und in der Fortsetzung Mamma Mia! Here We Go Again (2018) wird es vom gesamten Ensemble mit Solopartien von Meryl Streep und Cher gesungen.
Instrumentale Varianten wurden unter anderem von Paul Mauriat (1981), James Last (1985) und Richard Clayderman (1993) eingespielt.